# Alluaudia procera
Alluaudia procera, conocido comúnmente como ocotillo de Madagascar, es una especie de planta con flores perteneciente al género Alluaudia, dentro de la familia Didiereaceae. Es endémica del sur de Madagascar.

## Descripción

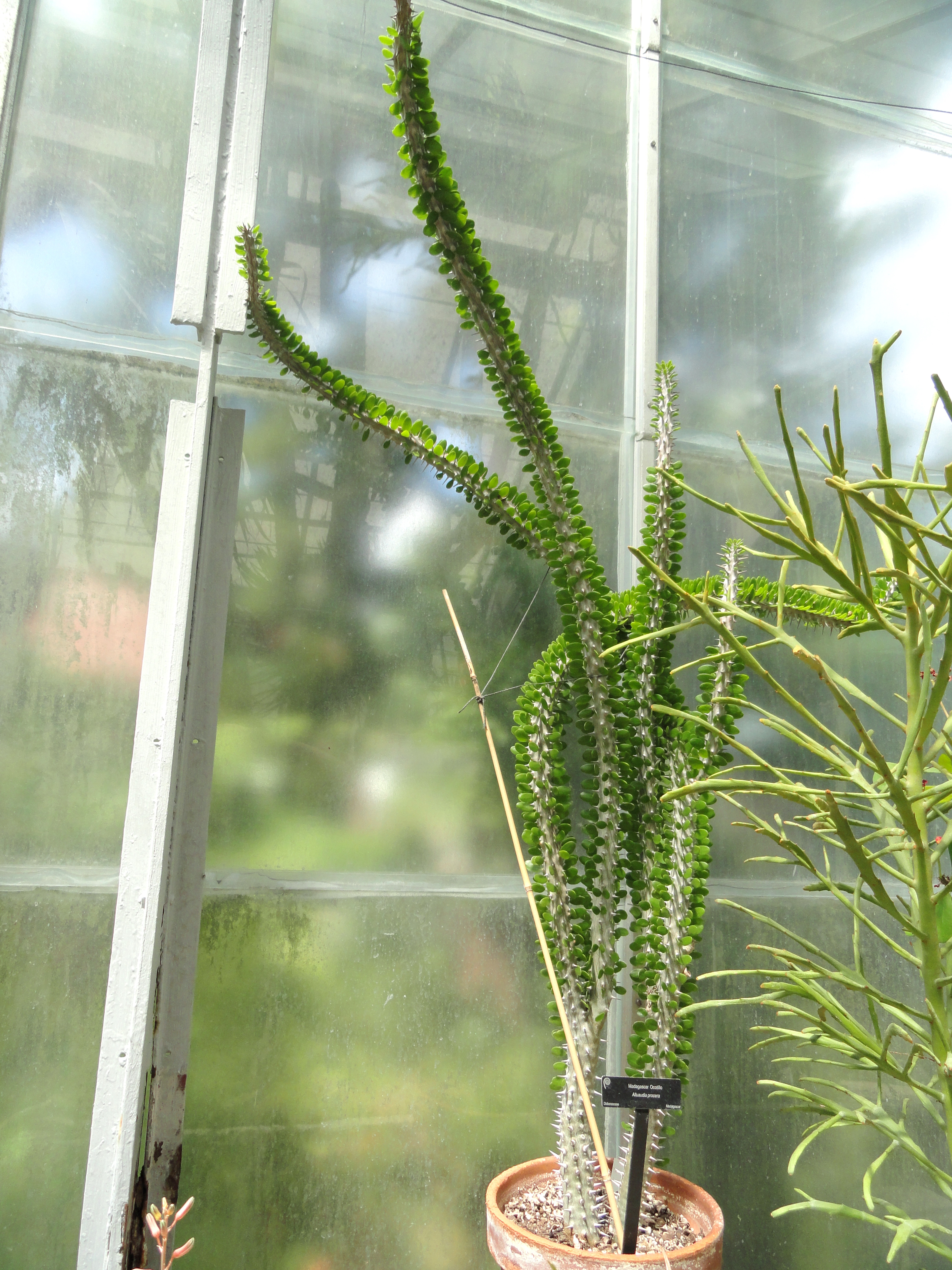
Planta en cultivo

Alluaudia procera es un arbusto o árbol pequeño suculento espinoso inusual con hojas redondeadas pareadas y espinas grises que brotan a lo largo de tallos gruesos de color gris blanquecino, en su mayoría verticales. Crece hasta 18 m de altura y algunos tallos ocasionalmente se bifurcan en una dirección colgante antes de curvarse hacia arriba.
Las plantas jóvenes forman una maraña de tallos que duran varios años, después de lo cual se desarrolla un tallo central fuerte. El tallo principal es cilíndrico, de hasta 50 cm de diámetro, y puede estar libre de ramas hasta los 10 m. Las hojas son caducas en la larga estación seca y miden hasta 2,5 cm de largo. Y sus hojas jóvenes tienen una superficie similar a un fieltro.

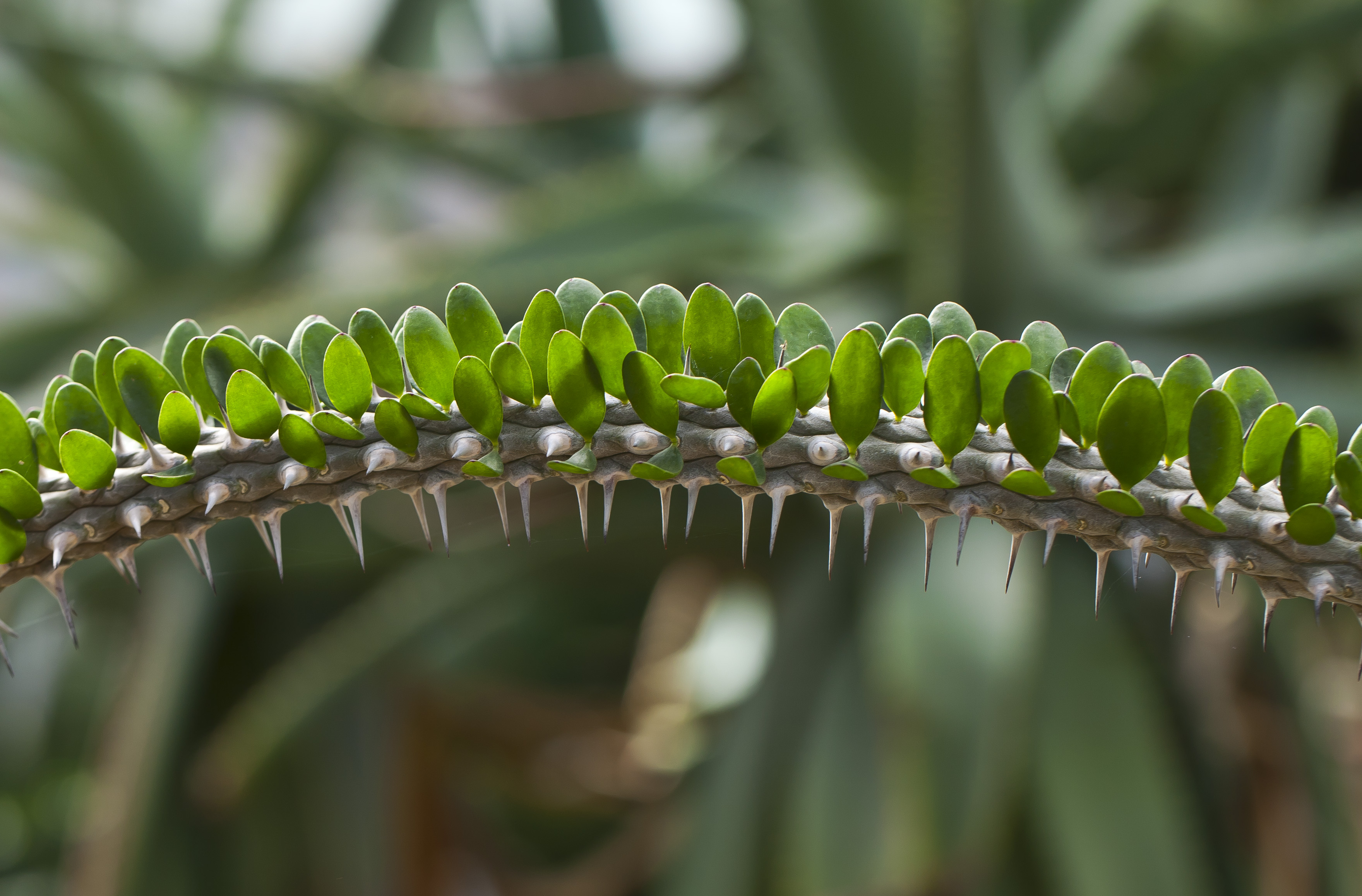
Hojas y espinas

Las flores de color amarillento a blanco aparecen en grandes panículas con un diámetro de 12 a 30 cm. Los frutos en forma de copa miden entre 2 y 3 mm de largo.

## Distribución y hábitat
El área de distribución nativa de esta especie es el sur de Madagascar y crece principalmente en biomas desérticos o de matorrales secos, por lo que tolera muy bien a la sequía.

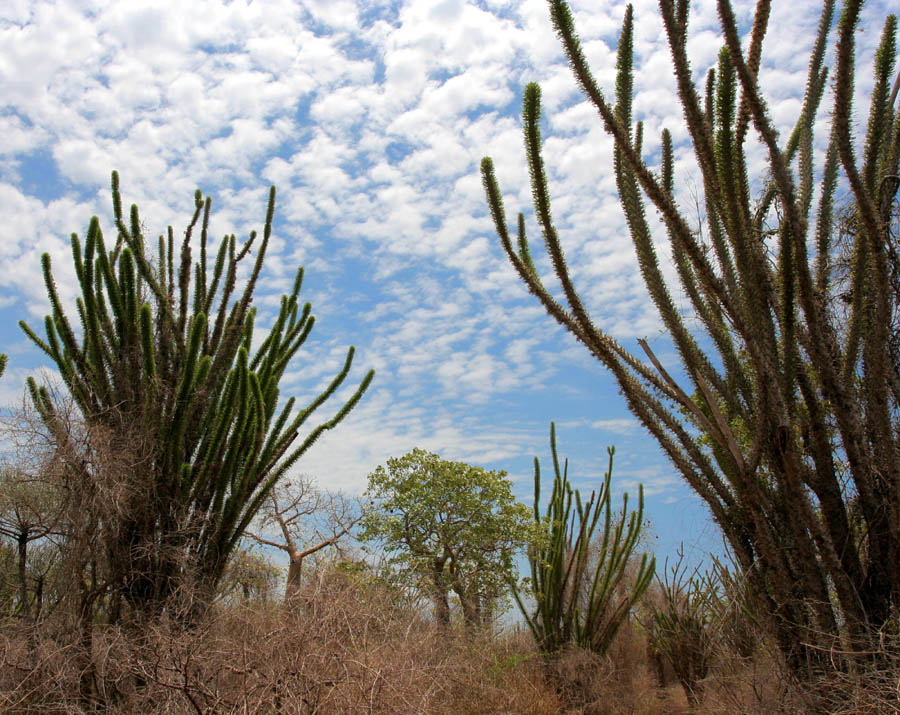
Planta en su hábitat

## Taxonomía
La primera descripción de esta especie fue como Didierea procera, publicada en 1903 por el botánico francés Emmanuel Drake del Castillo en la revista científica Comptes Rendus Hebdomadaires des Séances de l'Academie des Sciences 133: 241.
Más tarde, el propio Emmanuel Drake del Castillo trasladó la especie al género Alluaudia, pasando a llamarse Alluaudia procera. Registró estos cambios en la revista científica Bulletin du Muséum d'Histoire Naturelle (París) 9: 37, publicada en 1903.
Etimología
- Alluaudia: nombre genérico otorgado en honor al zoólogo y naturalista Charles Alluaud (1861–1949).
- procera: epíteto latino que significa 'alargado' o 'esbelto', haciendo referencia a su apariencia.[5]

## Estado de conservación
En la Lista Roja de Especies Amenazadas de la UICN, la especie está clasificada como de “Preocupación Menor (LC)”.

## Usos
Alluaudia procera se cultiva principalmente como planta ornamental, pudiéndose propagar a partir de esquejes tomados en primavera o de semillas. Eso si, es muy difícil conseguir que florezca.